# Seweyna
Seweyna är ett distrikt i Etiopien. Det ligger i den centrala delen av landet, 300 km sydost om huvudstaden Addis Abeba.